# Sid & Nancy
Sid & Nancy è un film del 1986 diretto da Alex Cox dedicato alla vita sregolata di Sid Vicious, bassista dei Sex Pistols, e della sua compagna Nancy Spungen.
È stato presentato nella Quinzaine des Réalisateurs al 39º Festival di Cannes.

## Trama
Sid Vicious è il secondo bassista dei Sex Pistols, famosa band londinese che diede i natali al punk britannico; proprio nella capitale inglese Sid incontra Nancy Spungen, una groupie di Philadelphia inizialmente interessata a Johnny Rotten, che la presenterà all'amico. Sid e Nancy si innamorano rapidamente l'uno dell'altra, ma la loro relazione segnerà tragicamente entrambe le loro vite.
Il film inizia con l'arresto di Sid dopo che ha chiamato la Polizia in seguito al ritrovamento del corpo di Nancy nel bagno della sua camera. All'interrogatorio inizia a raccontare gli eventi precedenti. Vicious inizialmente conosce Nancy a casa di una loro amica a Londra: lei si trova nel Regno Unito proprio per i concerti dei Sex Pistols e subito ci prova con Rotten, venendo rifiutata. La stessa sera i Sex Pistols suonano in un locale e dopo il concerto Nancy si infila sotto le coperte con Rotten che se ne va perché la ritiene una americana drogata e di facili costumi. Prova lo stesso approccio con Sid che si gira dall'altro lato e si addormenta.
Il giorno dopo i membri del gruppo si trovano in un pub e Sid incontra Nancy in preda a una crisi isterica: giunta al pub in compagnia di un altro ragazzo viene scaricata in malo modo e lei si precipita fuori dal locale piangendo. Aveva infatti dato 50 sterline all'altro ragazzo che si rifiuta di restituire la somma, pertanto Sid si offre di darle tutti i suoi soldi in cambio di un po' di "roba" e le promette di aspettarla in quello stesso pub. La ragazza prende i soldi ma non fa più ritorno e Sid aspetta sotto la pioggia inutilmente.
Alcuni giorni dopo Sid, in giro con Wally Nightingale, ritrova la borsa di Nancy in mezzo a una strada e i due si mettono a rovistare per cercare i soldi prestati: in quel momento la ragazza esce da un palazzo e inveisce contro i due. Nancy era stata mandata infatti a ritirare dell'eroina in quella strada ma all'arrivo improvviso di una pattuglia la macchina che la stava aspettando riparte, scaricando la borsa. I tre decidono quindi di andare a casa di Wally e farsi una dose: è la prima volta che Sid si fa di eroina e infatti subito dopo vomita, ma quella stessa sera nasce l'amore tra lui e Nancy.
La dipendenza diventa sempre più un ostacolo tra Sid e il resto dei Pistols - specie con il suo grande amico Johnny, che non ha mai visto di buon occhio Nancy conoscendone la fama - e dopo una tournée negli Stati Uniti la band si scioglie e i due innamorati si trasferiscono a New York. Durante la tournée Sid infatti si esibisce sempre fatto, malconcio per le botte e i tagli auto inflitti ed è di pessimo umore perché il resto del gruppo ha vietato a Nancy di partecipare al viaggio.
Nonostante Sid, grazie anche all'aiuto di Nancy, formi un nuovo gruppo e continui a suonare, la dipendenza si fa sempre più forte e allora decide di uscirne: Nancy, tuttavia, non crede alle sue parole e, nei concitati attimi che seguono, Sid la pugnala con un coltello comprato poche ore prima. Nancy, che aveva manifestato la volontà di morire già diverse volte, muore dissanguata la mattina seguente mentre Sid se ne andrà per un'overdose 4 mesi circa dopo di lei nel febbraio 1979.

## Produzione
La madre di Vicious, Anne Beverley, inizialmente cercò di bloccare la lavorazione del film, ma dopo essersi incontrata con il regista Alex Cox decise di acconsentire aiutando la produzione. Alcuni dei personaggi di contorno sono di pura fantasia, inventati per esigenze di sceneggiatura.
Per interpretare il giovane ed emaciato Vicious, Gary Oldman si sottopose ad una rigida dieta a base di "pesce bollito e melone" tanto estrema da causargli un ricovero in ospedale a causa dei troppi chili persi.
Courtney Love registrò un celebre video-provino per la parte della ragazza di Sid, nel quale esclamò in maniera perentoria: «Io sono Nancy Spungen.» Cox rimase impressionato dall'audizione della Love, ma aveva già promesso alla produzione di scritturare un'attrice professionista esperta per la parte della co-protagonista; il regista l'avrebbe comunque scritturata per una parte secondaria nel film, il personaggio di Gretchen (una delle amiche tossiche di Sid e Nancy a New York) e successivamente la chiamò per uno dei ruoli principali nel suo film Diritti all'inferno. Curiosamente, la Love sarebbe stata in seguito paragonata alla Spungen in diverse occasioni durante il suo futuro matrimonio con Kurt Cobain.
Il film dà per scontata la tesi che sia stato proprio Vicious ad uccidere la Spungen, ma la scena dell'accoltellamento è basata solo su congetture e su di una ricostruzione ipotetica dei fatti: Cox disse infatti a NME di non aver voluto girare un film strettamente biografico sulla storia reale di Sid Vicious e Nancy Spungen bensì una dichiarazione contro le droghe che mostrasse la degradazione causata dalle stesse alle persone.

### Riprese
La pellicola venne prevalentemente girata fra Londra e New York; alcune parti vennero realizzate anche presso: 
- El Centro, California;
- Jersey City, New Jersey;
- Los Angeles, California;
- San Francisco, California;
- Parigi.

## Accoglienza
Sid & Nancy ricevette recensioni complessivamente positive dalla critica. Nonostante le molte imprecisioni nella storia, venne particolarmente lodata l'interpretazione di Sid Vicious ad opera di Gary Oldman. Anche l'interpretazione di Chloe Webb nel ruolo di Nancy Spungen fu ben accolta: nel suo libro Sid Vicious: Rock N' Roll Star Malcolm Butt descrive la performance recitativa della Webb "intensa, potente, e cosa più importante di tutte, credibile".
Non tutte le recensioni del film furono positive e le critiche maggiori furono quelle nei confronti di Andrew Schofield, l'attore che interpreta Johnny Rotten. Schofield venne addirittura classificato al primo posto nella classifica dei "10 peggiori attori in film sul rock" redatta dalla rivista Uncut, dove la sua prova d'attore venne descritta come "penosa" e per nulla somigliante al vero Rotten. Anche Paul Simonon dei Clash ebbe da ridire sul personaggio di Rotten nel film, secondo lui ridotto ad una sorta di "marionetta" senza un briciolo del "sense of humor" posseduto dal vero Johnny Rotten, e si lamentò anche del ritratto dato di Paul Cook, il batterista dei Pistols, il cui personaggio nel film sembra essere solo "un grasso, bevitore di birra idiota".

## Reazioni di John Lydon al film
Lydon commentò il film nella sua autobiografia del 1994, Rotten: No Irish, No Blacks, No Dogs:
Per me il film è la forma più bassa di vita che esista. In tutta onestà credevo veramente che celebrasse i tossicodipendenti d'eroina. Il film glorifica la droga nel finale idiota quando quello stupido taxi vola in cielo. Totalmente senza senso. Le scene nello squallido hotel di New York sono buone, anche se avrebbero dovuto essere ancora più squallide. Tutte le scene a Londra con i Pistols sono assurde. A nessuno importava niente della realtà dei fatti. Il tipo che interpreta Sid, Gary Oldman, penso fosse abbastanza bravo. Ma persino lui recita la parte del "Sid personaggio" e non quella del "Sid persona reale". Non la considero una colpa di Gary Oldman perché lui è un attore dannatamente bravo. Se solo avesse avuto l'opportunità di parlare con qualcuno che conosceva veramente Sid. Non penso che abbiano mai cercato di fare un film seriamente accurato. Fu fatto solo per i soldi, no? Veder sminuire così la vita di qualcuno - riuscendoci in pieno - mi fece davvero arrabbiare. L'ironia finale è che mi chiedono ancora del film. Devo spiegare ogni volta che è tutto sbagliato. Si tratta della fottuta fantasia di qualcun altro, qualche laureato ad Oxford che si è perso l'epoca del punk rock. Il bastardo.
Quando tornai a Londra, mi invitarono alla proiezione privata del film in anteprima. Così andai a vederlo e rimasi completamente sconvolto. Dissi ad Alex Cox, che era la prima volta che incontravo in vita mia, che avrebbero dovuto sparargli, e che poteva ritenersi fortunato che non lo avessi già fatto io. Ho ancora oggi la più bassa stima di lui come persona.
E per quanto riguarda come venni impersonato sullo schermo, beh, senza offesa. Era così "fuori" e ridicolo. Era assurdo. Champagne e fagioli a colazione? Per favore. Io non bevevo champagne. L'attore non parla neanche come me. Ha un accento Scouse. Peggio ancora, viene insinuato nel film che io fossi "geloso" di Nancy, che io invece trovavo ripugnante. C'è questo sottinteso torbido che penso proprio abbiano voluto deliberatamente inserire. Direi che così Alex Cox rivelò le sue radici borghesi. Tutto troppo liscio, tutto troppo facile.»
Secondo Alex Cox, invece, sia lui che Andrew Schofield (che interpreta Lydon nel film) si incontrarono con Lydon prima dell'inizio delle riprese. Sempre secondo Cox, Lydon notò che Schofield era di Liverpool, non di Londra come lui, e quindi lo incoraggiò ad interpretare la parte più come uno di Liverpool che come un londinese. Cox interpretò la cosa come un segno del fatto che entrambi fossero d'accordo sarebbe stato meglio creare versioni dei personaggi soltanto ispirate alle loro controparti reali. Cox affermò inoltre che Lydon beveva pesantemente durante i loro incontri, e che questa probabilmente fu la ragione per la quale egli non li richiamò più e si disinteressò del processo creativo del film.

## Colonna sonora
La colonna sonora ufficiale del film non contiene nessuna canzone eseguita dai Sex Pistols o da Sid Vicious, anche se nel film appaiono reinterpretazioni di brani dei Pistols ad opera di turnisti di studio, mentre I Wanna Be Your Dog e My Way furono cantate da Gary Oldman stesso. Gran parte dei pezzi musicali che appaiono nel film furono appositamente composti da Joe Strummer, che per contratto avrebbe dovuto limitare il suo contributo a due canzoni. Strummer, tuttavia, continuò a contribuire alla pellicola con altro materiale, anche senza ricevere compensi extra, dato il suo grande interesse per il progetto. Questi brani aggiuntivi furono accreditati a band dal nome fittizio nei titoli di coda. Tra gli altri artisti che fornirono materiale presente nel film figurano The Pogues, Circle Jerks, Steve Jones, e John Cale.

### Tracce
1. Love Kills (Joe Strummer)
2. Haunted (The Pogues)
3. Pleasure and Pain (Steve Jones)
4. Chinese Choppers (Pray for Rain)
5. Love Kills (Circle Jerks)
6. Off the Boat (Pray for Rain)
7. Dum Dum Club (Joe Strummer)
8. Burning Room (Pray for Rain)
9. She Never Took No for an Answer (John Cale)
10. Junk (The Pogues)
11. I Wanna Be Your Dog (The Stooges) (cantata da Gary Oldman)
12. My Way (Claude François & Paul Anka) (cantata da Gary Oldman)
13. Taxi to Heaven (Pray for Rain)

## Camei
- Nel film compare anche una giovane Courtney Love, nel ruolo di un'amica della coppia.
- Verso la fine del film, appaiono in un breve cameo Iggy Pop e la moglie Suchi sulle scale del Chelsea Hotel.
- Nella sua autobiografia del 2007, il chitarrista dei Guns N' Roses Slash rivelò di aver preso parte alla pellicola come comparsa durante una scena in un club.